# Albert Gustav Bunge
Albert Gustav Bunge (* 15. Juli 1893 in Rathenow; † 2. April 1967 in Salzburg) war ein deutscher Metall-, Emaillekünstler und Maler in Emmering bei Fürstenfeldbruck.

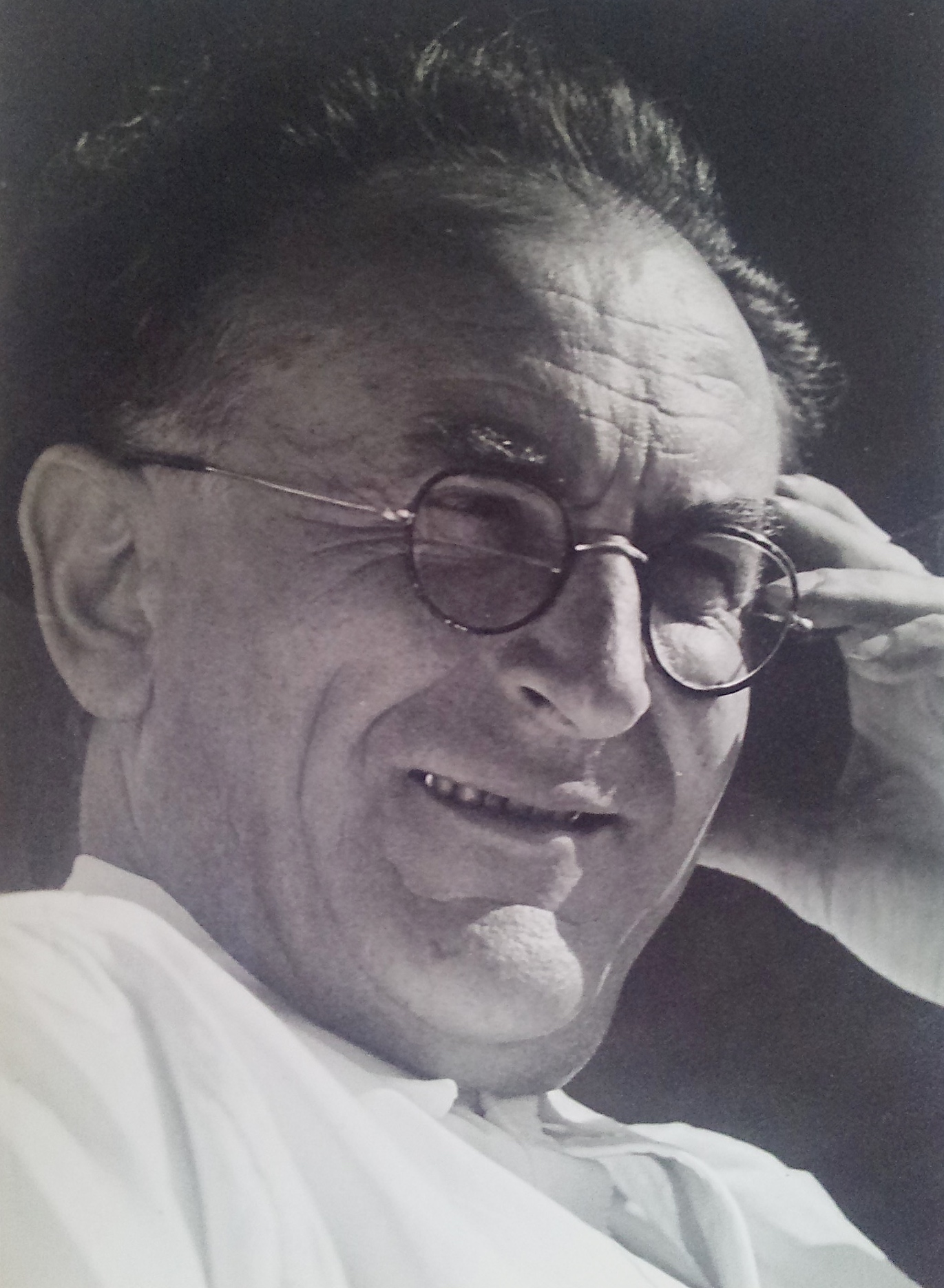
Albert Gustav Bunge.

## Leben
Albert Gustav, Sohn von Gustav und Anna Bunge, geborene Thielsch, wuchs in Rathenow auf. Der Vater war Goldarbeiter und starb 1912. Mit 21 Jahren zog Alfred Bunge in den Ersten Weltkrieg. Im November 1914 wurde seine rechte Hand in der Schlacht nahe dem belgischen Ort Langemarck verstümmelt. 1918 siedelte Bunge von Hannover nach München und wurde an der Kunstakademie München immatrikuliert; er besuchte u. a. die Zeichenklasse von Angelo Jank. Im November heiratete er Claire Mellin in Hannover, und im Herbst wurde der erste Sohn Charles Bunge geboren. 1922 wurde der Sohn Gustav geboren.
Bunges Grab befindet sich in Fürstenfeldbruck.

## Künstlerisches Schaffen
Im Jahr 1922 gründete Bunge und sein Akademiekollege Willy Wenz die „Gesellschaft für Gebrauchkunst“; beide zeigten gemeinsame Entwürfe auf der „Deutschen Gewerbeschau“ in München. 1924 schloss sich die „Gesellschaft für Gebrauchkunst“ mit der Gesellschaft „Neues Münchener Kunstgewerbe“ des Goldschmieds Alois Wörle zu der „Neuen Münchner Kunstwerkstätte A.G.“ zusammen. 1925 zog die Familie von München in den Mitterfeldweg nach Emmering bei Fürstenfeldbruck. Im November 1927 meldete Bunge den Betrieb einer Metallkunstwerkstätte für Kupfer, Messing und Bronzearbeiten in Emmering an und im 1931 zeigte Bunge zum ersten Mal Emailarbeiten auf der Münchener Kunstausstellung im Glaspalast. 1932 hielt sich Bunge in Paris auf; er zeichnete und ließ Bronzeplastiken gießen. Dort arbeitete er mit Jean Perzel zusammen, der ebenfalls aus Fürstenfeldbruck stammte. Im April 1933 war Bunge zurück in Emmering. Er folgte Lily Koebner-Linke, die seit 1936 in Berchtesgaden lebte. Beide gründeten die „Werkstätten für künstlerische Emailarbeiten“ in Reit im Winkl. Sie bestand bis 1967. Die Metallwerkstätte in Emmering betrieb Bunge weiter. Dort wurden Metallobjekte und die Rohlinge für die Emaillierung gefertigt.
1942 siedelte Bunge unter Beibehaltung seines Wohnsitzes in Emmering nach Colmar/Elsass um und folgte Lily Koebner-Linke; sie betrieb in Colmar und Straßburg Läden, in denen sie ihre Emailarbeiten, bemalte Seidentücher und anderes Kunsthandwerk verkaufte. Von 1945 bis 1967 lebte Bunge in Reit im Winkl und stellte Emailarbeiten her, während seine Metallwerkstätte in Emmering Metallobjekte und Rohlinge für Emailbearbeitung fertigte.

## Auszeichnungen
- 1940: Silbermedaille in Gruppe II (Metallarbeiten) auf der Triennale in Mailand